# Pau (historietista)
Pau (Pau Rodríguez Jiménez-Bravo, n. Palma de Mallorca, 1972) es un guionista y dibujante de cómics, humorista gráfico, editor e ilustrador español. Su obra más reconocida en el ámbito internacional es La saga de Atlas & Axis.

## Biografía

### Inicios (1992-1998)
Pau acabó sus estudios de Ilustración en la Escola Superior de Disseny en el año 1996, obteniendo el premio de fin de carrera de su promoción. Tras algunas historietas autoeditadas -en los fanzines Tinta Escampada (1992) y GRUNT (1993)-, Pau comenzó a trabajar en 1993 para Diario de Mallorca realizando las tiras cómica semanales Las cansiones de Ossifar y El oriquen de todas las cosas,  y en la página de opinión, la viñeta diaria de humor gráfico Pau per tots , por la que en el año 2009 obtuvo el Premio Haxtur como mejor humorista gráfico. Actualmente, esta viñeta humorística la sigue publicando en el semanario Mallorca Zeitung y cada domingo en Diario de Mallorca.
En 1995 lanzó, junto con Xabi Uriz y Daniel Martín Peixe, el fanzine Escápula Comics. Al año siguiente empezó a acudir al Festival Internacional del Cómic de Angulema para presentar sus proyectos.

### Profesionalización (1999-2020)
En 1999 ganó el concurso internacional de cómics de la revista El Víbora con Los repartidores de cerveza, y en los años siguientes dibujó y publicó en diferentes medios otras historietas con estos personajes, que en 2009 fueron recopiladas por la editorial Glénat en un volumen de 144 páginas con el mismo título.
En 2001 comenzó a colaborar con la revista infantil ¡Dibus!. Las vacas chechenas, publicado en 2001 por ed. Inrevés, le valió la nominación al premio Autor Revelación, en el Salón Internacional del Cómic de Barcelona 2002.
Siguió haciendo historietas, que se fueron publicando en varias revistas: Spirou (Bélgica), para la cual ha realizados dos portadas de números especiales, y las españolas Nosotros Somos Los Muertos, Dibucomics, y El Víbora. En 2004, el Salón Internacional del Cómic del Principado de Asturias, donde es invitado oficial desde 1997, le dedica una gran exposición.
En 2005 gana el concurso internacional de cómic Oscarcómix, celebrado en Italia, y en septiembre de 2007, el concurso internacional de cómic Luis Molina. Realiza para el Consejo de Mallorca el manual Com es fa un còmic?,, una guía didáctica dirigida a alumnos de ESO, a través de la cual, esporádicamente realiza cursillos para escolares hasta la actualidad.

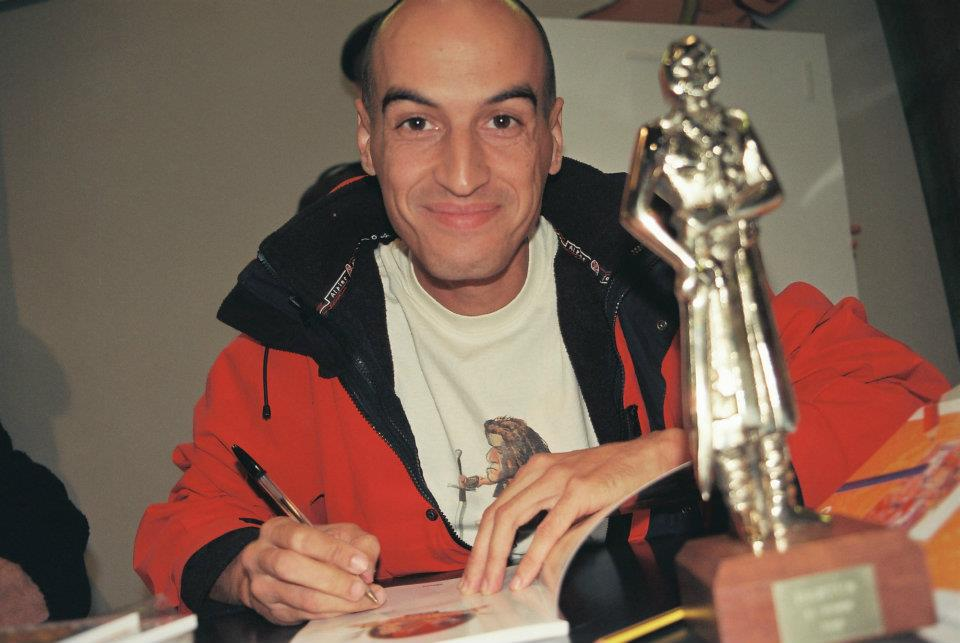
Con el premio Haxtur obtenido en 2009

Entre 2008 y 2011, Éditions Vigot publica en su colección "je Dessine", en Francia, Bélgica, Suiza y Quebec, y más tarde en España y Polonia, los manuales de 48 páginas Je dessine des voitures, Je dessine des dinosaures, y Je dessine des chiens.
En 2010, pública el cómic El bosc negre, con guion del Museu Arqueològic de Son Fornés a partir del original de Marc Ferré Alemany; diálogos, paginación, creación y dibujo de los personajes, por Max; y fondos por Pau.
Publicado por la Consejería de Educación y Cultura del Gobierno de las Islas Baleares. Al año siguiente, repiten experiencia con La cova des Mussol, con guion de Marc Ferré, story y personajes de Pau, y fondos de Max, publicado por el Consejo Insular de Menorca en 2011.
En el año 2015, Pau da un paso más en su andadura profesional y decide fundar una editorial, Escápula cómics en Manacor, que inaugura publicando Las cansiones de Ossifar, una recopilación de los cómics dominicales publicados en prensa entre los años 1993 y 1998, y que continúa en la actualidad, y publica, entre otros títulos, el tomo integral de La saga de Atlas & Axis en castellano y en catalán.

### El éxito internacional (2011-presente)
En el 2011, la editorial francesa Ankama Éditions empezó a publicar su serie de aventuras La saga de Atlas y Axis, que ha sido publicada en francés, inglés, español, holandés, ruso, Alemán, chino, catalán, sueco, italiano y polaco. A pesar de no haber ganado ningún premio, La saga de Atlas y Axis ha quedado finalista para importantes galardones europeos, como la selección oficial del Prix du FIBD Angoulême 2012, el premio BDGest en la categoría de mejor álbum juvenil 2012, finalista al mejor autor español del Salón Internacional del Cómic de Barcelona 2012, finalista al Premio Nacional de Comic 2012, finalista al Grand Prix des lecteurs del Journal de Mickey 2013, y al premio de las escuelas del FIBD Angoulême 2014. Los tomos 3 y 4 fueron publicados respectivamente en los años 2015 y 2016. 
En junio de 2013, Éditions Paquet publica Ze Jacky Touch, con guion del autor Sti, y dibujos de Pau, cuyo segundo tomo salió a la venta en septiembre de 2014.
Ese mismo año la editorial Dibbuks publicó La isla de las piedras.
En el año 2016, abrió una cuenta en Patreon (patreon.com/pau) para mostrar su trabajo a sus lectores y seguidores a cambio de su apoyo económico, lo que le permitió seguir dedicándose a su profesión dibujando Baboon y Curtiss Hill.
Por esta última obra obtuvo el premio Ciutat de Palma de cómic 2019, y ambas obras están publicadas en inglés por Dark Horse Comics.
En el 2020, en Galicia, el Salón viñetas desde o Atlántico le dedica una gran exposición.
En diciembre de 2023, se publica en España el primer tomo de Las 5 banderas, novela gráfica que trasmuta de humanos a perros (sello distintivo de sus obras) la odisea que vivió su abuelo entre 1936 y 1946, basada en las memorias que él mismo escribió en los años 40, y gracias a la abundante documentación conservada en la familia y archivos de varios países, y que ha precisado cinco años de investigación por parte del autor, incluyendo viajes a rincones remotos de Francia donde tuvieron lugar la mayor parte de los hechos.

### Historieta
- Escápula. Under Comic, Madrid (1999).
- Las vacas chechenas. Inrevés edicions, Palma de Mallorca (2001).
- Escápula Greatest Hits. Edicions de Ponent, Alicante (2004).
- Hazeros Inox.. Recerca Ed, Manacor (2004).
- El Bosc Negre (Con Max y Marc Ferré). Gobierno de las Islas Baleares, Palma de Mallorca (2007).
- Los repartidores de cerveza. Glénat, Barcelona (2009).
- La saga de Atlas & Axis, tomo 1. Ankama Éditions, Roubaix (2011).
- La Cova des Mussol (Con Max y Marc Ferré). Consejo Insular de Menorca, Menorca (2011).
- La saga de Atlas & Axis, tomo 2. Ankama Éditions, Roubaix (2013).
- Ze Jacky Touch, tome 1 (Con guiones de Sti. Éditions Paquet, Genève (2013).
- Ze Jacky Touch, tome 2 (Con guiones de Sti. Éditions Paquet, Genève (2014).
- Pépalo. Éditions Dupuis, Marcinelle (2014)
- La saga de Atlas & Axis, tomo 3. Ankama Éditions, Roubaix (2015).
- Las cansiones de Ossifar, Escápula cómics, Manacor(2015).
- La saga de Atlas & Axis, tomo 4. Ankama Éditions, Roubaix (2016).
- L'ennemi Éditions Dupuis, Marcinelle (2016)
- Trop tard Éditions Dupuis, Marcinelle, (2019).
- Baboon!. Escápula cómics, Manacor (2019).
- La saga de Atlas & Axis, edición integral (castellano y catalán). Escápula cómics, Manacor
- Curtiss Hill. El mejor amigo del perro. (castellano y catalán) Escápula cómics, Manacor (2020).
- Pau per tots, 25 aniversario. Escápula cómics, Manacor (2021).
- Enemigos. Escápula cómics, Manacor (2022)
- Las 5 banderas, tomo 1. Escápula cómics, Manacor (2023)

### Manuales didácticos
- Com es fa un còmic?!. Consejo Insular de Mallorca, Palma de Mallorca (2005).
- Je dessine des voitures. Éd. Vigot, París (2008).
- Je dessine des dinosaures. Éd. Vigot, París (2009).
- Je dessine des chiens. Éd. Vigot, París (2011).
- Turbo, cómo dibujar coches dinámicos. Escápula, Manacor (2019).

### Ilustración
- Flup y el hámster gigante. Con José María Álvarez.Pearson Educación, Madrid (2008).
- Artbook nº 5: Pau. Ominiky ediciones, Palma de Mallorca (2013).

### Filmografía
- Vaigfort! (2002). Con Xemi Morales.